# Rojin’s Dream
Rojin’s Dream (Originaltitel: persisch رویای روژین) ist ein kurdischer Dokumentarfilm der Regisseurin Serwa Aliveisy aus dem Iran aus dem Jahr 2024. Der Film wurde 2025 im Rahmen des Iranischen Dokumentarfilmfestivals im Werkstattkino in München gezeigt.

## Handlung
Dieser Dokumentarfilm begleitet ein körperlich behindertes Paar auf seinem Weg zur Familiengründung. Angesichts biologischer Einschränkungen entscheiden sie sich für eine Adoption in der Hoffnung auf ein liebevolles Zuhause. Der Film fängt ihre emotionalen Höhen und Tiefen ein und unterstreicht ihre unerschütterliche Entschlossenheit und die Tiefe ihrer Bindung. Die junge Kurdin Rojin Salvati und ihr Mann Sabah Majidi, die beide mit biologischen Beeinträchtigungen leben, wohnen gemeinsam in der Provinz Kurdistan im Iran. Die Regisseurin Serwa Aliveisy beleuchtet den Alltag des Paares und ihren Wunsch, ein Kind zu adoptieren. Nach einigen abgelehnten Anträgen auf eine Adoption unternimmt das Paar im Laufe des Films einen weiteren Versuch, um sich ihren sehnlichen Wunsch, Eltern zu werden, zu erfüllen. Der Film fängt die emotionalen Höhen und Tiefen während des Wartens auf das Ergebnis des Antrages, zwischen Hoffnung und Verzweiflung, ein. Auch dieser Antrag auf Adoption wird seitens der zuständigen Behörden abgelehnt, mit der Begründung, dass das Ehepaar aufgrund ihrer körperlichen Beeinträchtigungen nicht in der Lage sei, für ein Kind zu sorgen. Rojin und Sabah trauern und verarbeiten ihre Enttäuschung, sind aber in der Schlussszene voller Kraft und Resilienz dokumentiert.

## Auszeichnungen
Rojin's Dream wurde beim 11. Duhok International Film Festival 2024 mit dem Preis für den besten kurdischen Dokumentarfilm ausgezeichnet.